# Mohoua albicilla
El mohoua cabeciblanco (Mohoua albicilla) es una especie de ave paseriforme de la familia Mohouidae endémica de Nueva Zelanda.
Es un pájaro pequeño, mide 15 cm de largo, y pesa entre 18,5-14,5 g. Las partes inferiores del macho, sus alas y cola son de un color marrón pálido, mientras que su cabeza, y pecho son blancos, su cabeza es de un color blanco casi puro.  Las hembras y juveniles poseen colores similares excepto que la nuca y la zona superior de su cabeza son de un marrón apagado. Su pico y ojos negros contrastan con la cabeza blanca y sus patas que son de un azul negruzco.
Antiguamente muy comunes en los bosques nativos en la isla Norte, el mohoua cabeciblanco ha sufrido un marcado descenso en su población a lo largo de los últimos dos siglos desde la colonización europea y en la actualidad solo habita un porcentaje reducido de las tierras donde moraba antiguamente. Históricamente la deforestación ha destruido amplias zonas del hábitat de esta especie pero en la actualidad la mayor amenaza es la depredación por parte de especies de mamíferos invasores tales como ratas y armiños. Ha sido objeto de una activa campaña de conservación y ha sido reintroducido con éxito en reservas cerca de Auckland y Wellington. En el pasado los mohoua cabeciblancos ocupaban un sitial especial en la cultura maorí. Además de ser mencionados en numerosas leyendas, los maoríes consideraban que los mohoua cabeciblancos eran mensajeros de los dioses y podían predecir el futuro y a causa de dichas creencias, se los cazaba y se los utilizaba en diversos rituales.

## Hábitat y distribución

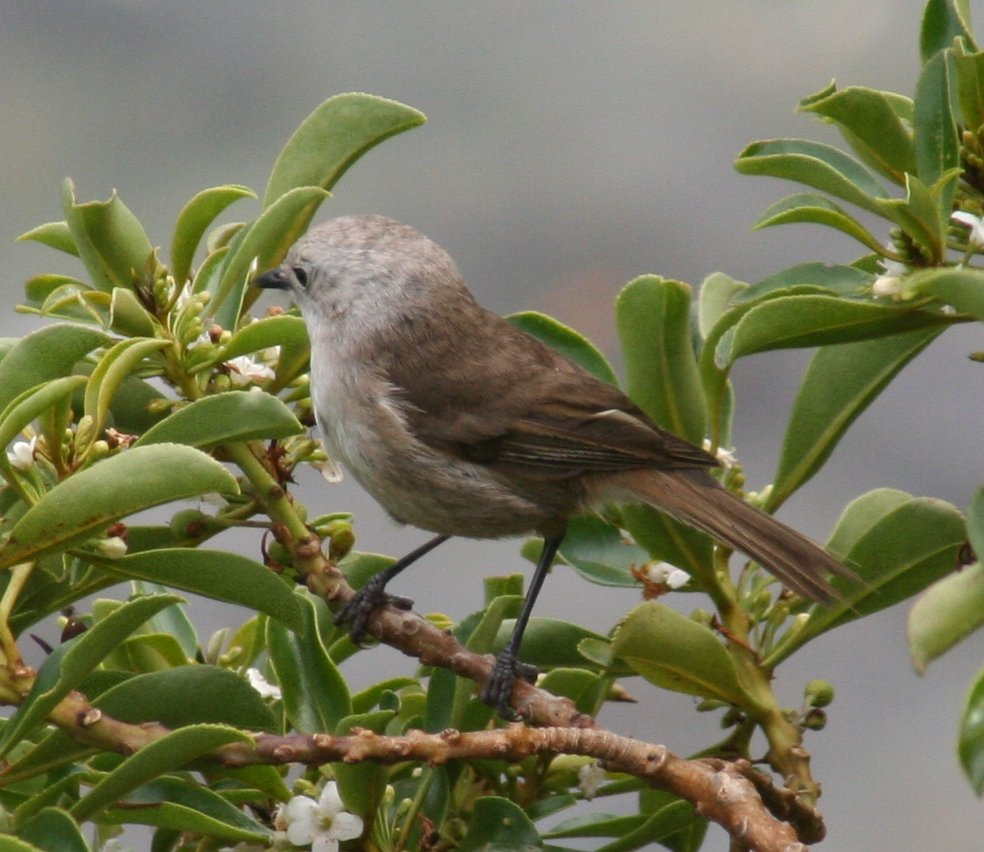
Macho en la isla Tiritiri Matangi.

La zona en la que habita siempre ha sido la isla Norte de Nueva Zelanda, y varias islas en su proximidad, incluida la isla Little Barrier (donde es el ave más común en el bosque) la isla Great Barrier y la isla Kapiti; sin embargo, la zona se ha reducido de manera significativa desde el siglo XIX a causa de diversos factores relacionados con actividades humanas. La distribución del mohoua cabeciblanco y su pariente cercano, el mohoua cabecigualda son simpátricas, donde la zona habitada por esta última especie restringida a la isla Sur. Los mohoua cabeciblancos por lo general se encuentran restringidos a grandes zonas de arbustos antiguos y bosque nativo que aún se encuentran en la isla Norte pero han demostrado ser adaptables al establecer poblaciones en varias plantaciones exóticas de pino, especialmente en la meseta volcánica de la isla Norte.